# Tenaktak
Tenaktak (Tanakteuk, Da'naxda'xw), pleme Kwakiutl Indijanaca s Knight Inleta u Britanskoj Kolumbiji sa sljedećim rodovima, prema Boasu: Gamgamtelatl, Gyeksem, Koekoaainok, Yaaikakemae i Pepatlenok. Godine 1885. njihov glavni grad, koji su posjedovali zajedno s Awaitlala, bio je Kwatsi. Pop. (vjerojatno ova dva plemena zajedno) 101 1908., 90 1910.. 
Tenaktaki danas žive zajedno s Awaitlala Indijancima, a glavno naselje im je Tsatsisnukwomi, smješteno na Dead Pointu na otoku Harbledown Island, oko 25 kilometara istočno od Alert Baya. Populacija im (2006, Indian and Northern Affairs Canada) iznosi svega 187 na sedam rezervata (reserves): Ahnuhati 6, Dead Point 5, Freda Point 4, Keogh 2, Kwatse 3, Sim Creek 5, Tsawwati 1. Članovi su grupe Winalagalis. 

## Vanjske poveznice
- Da'naxda'xw and Awaetlala First Nation  Arhivirana inačica izvorne stranice od 23. siječnja 2008. (Wayback Machine)
- Tenaktak teritorij  Arhivirana inačica izvorne stranice od 19. listopada 2006. (Wayback Machine)
- Da'naxda'xw First Nation